# Jun Woong-tae
Jun Woong-tae (n. 1 august 1995, Seul, Coreea de Sud) este un sportiv ce a reprezentat Coreea de Sud, medaliat olimpic. A participat la 2 ediții ale Jocurilor Olimpice (2016, 2020) în care a câștigat o medalie de bronz.